# Климат Орегона
Большая часть Орегона имеет в целом мягкий климат, хотя существуют значительные различия, учитывая разнообразие ландшафтов по всему штату. Западный регион штата (к западу от Каскадных гор) имеет океанический климат с густыми вечнозелеными смешанными лесами. Климат Западного Орегона находится под сильным влиянием Тихого океана; западная треть Орегона очень влажная зимой, умеренно или очень влажная весной и осенью и сухая летом. Относительная влажность Западного Орегона высокая, за исключением летних дней, которые являются полусухими или полувлажными; Восточный Орегон обычно имеет низкую влажность круглый год.
Юго-западная часть штата, особенно долина Роуг, имеет средиземноморский климат с более сухой и солнечной зимой и более жарким летом, похожий на Северную Калифорнию.
Северо-восточная часть Орегона имеет степной климат, а его высокогорные регионы имеют субарктический климат. Как и Западная Европа, Орегон и Тихоокеанский Северо-Запад в целом считаются тёплыми для своей широты, и в штате гораздо более мягкие зимы на данной высоте, чем в сопоставимых широтах в других местах Северной Америки, таких как Верхний Средний Запад, Онтарио, Квебек и Новая Англия. Тем не менее, штат занимает пятое место по самым холодным летним температурам среди всех штатов страны, после Мэна, Айдахо, Вайоминга и Аляски.
Восточные две трети Орегона, которые в основном состоят из высокой пустыни, имеют холодные, снежные зимы и очень сухое лето. Большая часть востока полузасушливая или засушливая, как и остальная часть Большого Бассейна, хотя Голубые горы достаточно влажные, чтобы поддерживать обширные леса. В большей части Орегона выпадают значительные снегопады, но долина Уилламетт, где проживает 60 процентов населения штата, имеет значительно более мягкие зимы для своей широты и снега здесь существенно меньше.
Самая высокая зарегистрированная температура в Орегоне 119 °F (48 °C) была отмечена в Прайнвилле 29 июля 1898 года и повторена в Пендлтоне 10 августа 1898 года и на плотине Пелтон 29 июня 2021 года. Самая низкая зарегистрированная температура составила −54 °F (−48 °C) в Сенеке 10 февраля 1933 года.